# Google Desktop
Google Desktop là một ứng dụng trên máy tính được xây dựng và phát triển bởi Google cho hệ điều hành Mac OS X, Linux và Microsoft Windows. Phần mềm này là một phần mềm miễn phí, do Google phát hành lần đầu tiên năm 2004.

## Đặc điểm
Google Desktop có chức năng chính là tìm kiếm. Ngoài ra, còn có một thanh bên tiện ích gồm các Google Gadgets, mà người dùng có thể tự viết hoặc tải chúng từ các nhà phát triển.
Các loại tập tin có thể tìm kiếm:
- Tập tin tài liệu, như .doc, .xls, .txt, .odf, .ppt,... Loại này có thể tìm kiếm tên tập tin lẫn nội dung tập tin.
- Tập tin đa phương tiện, như: nhạc (.mp3, .wma,...), phim (.avi, .ogg, .wmv,...), hình ảnh (.png, .svg, .jpg, .gif, .bmp,...) và nhiều loại tập tin khác. Loại này chỉ có thể tìm theo tên tập tin hoặc các mô tả của nó.
- Một số tài liệu đặc biệt cần cài đặt các phần bổ trợ như .pdf. Loại này có thể tìm theo tên tập tin và mô tả nếu chưa cài phần bổ trợ. Nếu cài phần bổ trợ thì có thể tìm theo nội dung tập tin.
- Các email và lịch sử truy cập của tài khoản người đang sử dụng. Tính năng này chỉ được kích hoạt khi có sự đồng ý của người dùng.

## Cấu hình cài đặt
Google Desktop có thể cài đặt trên các bản Microsoft Windows và ổ cứng còn trống khoảng hơn 500 MB để có thể tạo chỉ mục tìm kiếm và các đối tượng cần thiết khác.